# Hidden Spring
Hidden Spring è un centro abitato e un census-designated place (CDP) degli Stati Uniti d'America, situato nella contea di Ada, nello stato dell'Idaho.